# Chaetura viridipennis
Chaetura viridipennis là một loài chim trong họ Apodidae.